# Lista de membros de Van Halen
Van Halen é uma banda de hard rock fundada em Pasadena, Califórnia em 1974 pelos irmãos holandeses Alex (bateria) e Eddie Van Halen, além do vocalista David Lee Roth e o baixista Michael Anthony. Desde sua formação a banda mantém uma linha de quatro membros. 
A origem da banda inicia em 1972, quando os irmãos Van Halen formaram uma banda que teve diversos nomes como Rat Salad e Mammoth, onde tocavam covers de algumas bandas (juntamente com o até então baixista Mark Stone), sendo que Eddie também fazia os vocais na banda. Eles inicialmente tinham alugado um sistema de som de David Lee Roth, mas decidiram economizar dinheiro deixando-o participar como vocalista, embora ele tinha feito uma audição anterior, que tinha sido mal sucedida. Em 1974 a banda decidiu substituir Stone, com Michael Anthony, o baixista e vocalista de uma banda local  chamada Snake. Após uma jam durante toda a noite, ele foi contratado para ser baixista e backing vocal.
A banda assinou um contrato com a Warner Bros Records em 1977 e no ano seguinte lançou o álbum Van Halen. Ao longo dos próximos anos, a banda alternava lançamentos de álbuns – um por ano entre 1979 e 1982 – e turnês e conseguiu a aclamação de público e crítica e se tornou uma das bandas mais influentes e bem sucedidas do mundo. Em 1984, Van Halen lançou 1984, que seria o segundo do grupo a receber disco de diamante. Após a turnê de promoção desse álbum, Roth deixou a banda devido a tensões artísticas e pessoais com Eddie.

## Membros atuais[1]
Eddie Van Halen
Período: 1974–presente
Instrumentos principais: guitarra solo, backing vocals
Instrumentos ocasionas: teclados, guitarra elétrica, guitarra acústica, backing vocals, vocais, bateria, talkbox
Contribuições: Toda Discografia de Van Halen
Alex Van Halen
Período: 1974–presente
Instrumentos principais: bateria
Instrumentos ocasionas: percussão, vocais, guitarra, teclados, clarineta
Contribuições: Toda Discografia de Van Halen
David Lee Roth
Período: 1974–Julho de 1985, Agosto–Outubro de 1996, 2006–presente
Instrumentos principais: vocais principais, guitarra rítmica
Instrumentos ocasionas: acoustic guitar, harmônica, Sintetizador, baixo, bateria
Contribuições: Todos lançamentos de Van Halen (1978) a 1984 (1984), A Different Kind of Truth (2012)
Wolfgang Van Halen
Período: 2006–presente
Instrumentos principais: baixo, backing vocals
Contribuições: A Different Kind of Truth (2012)

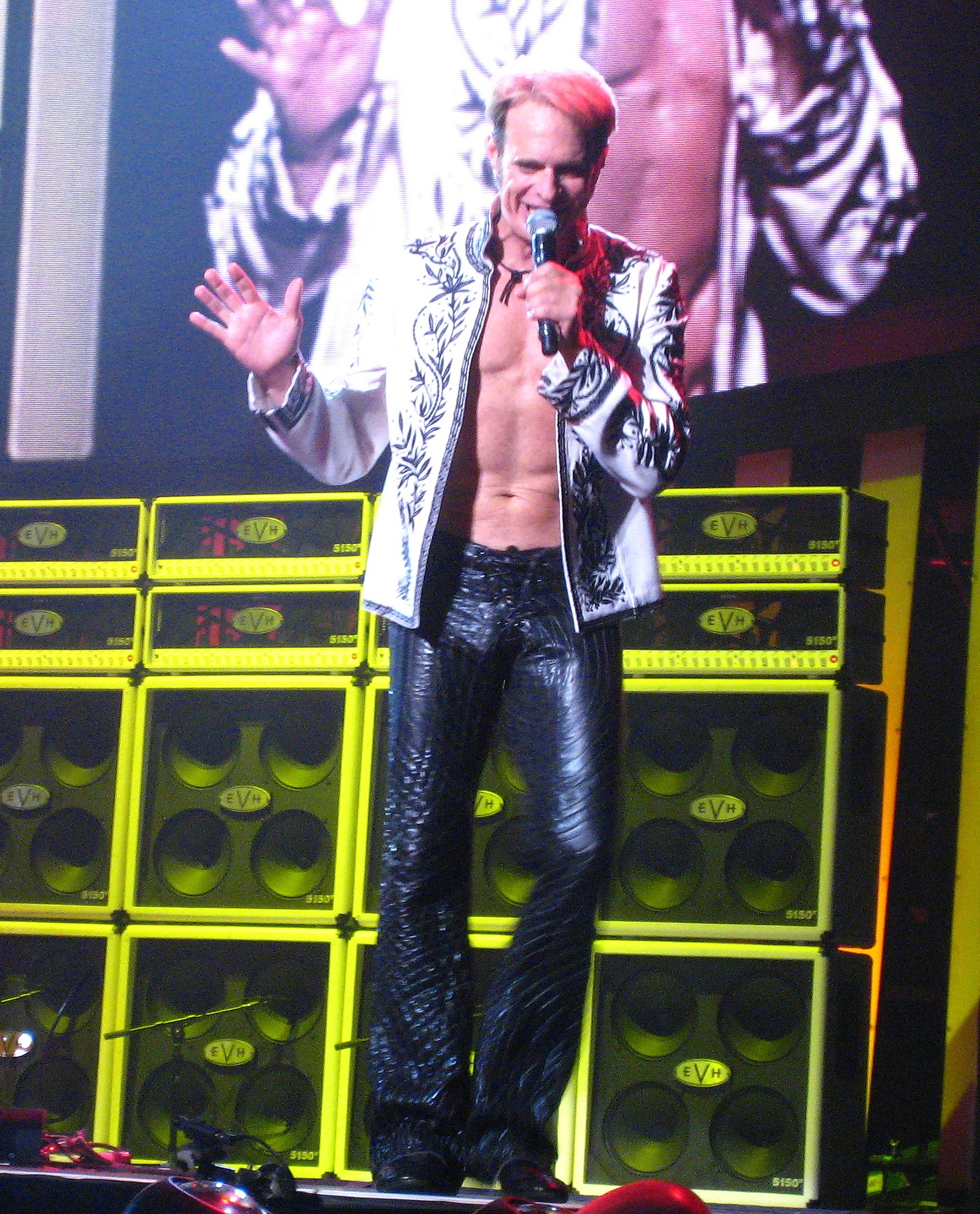
Vocalista David Lee Roth
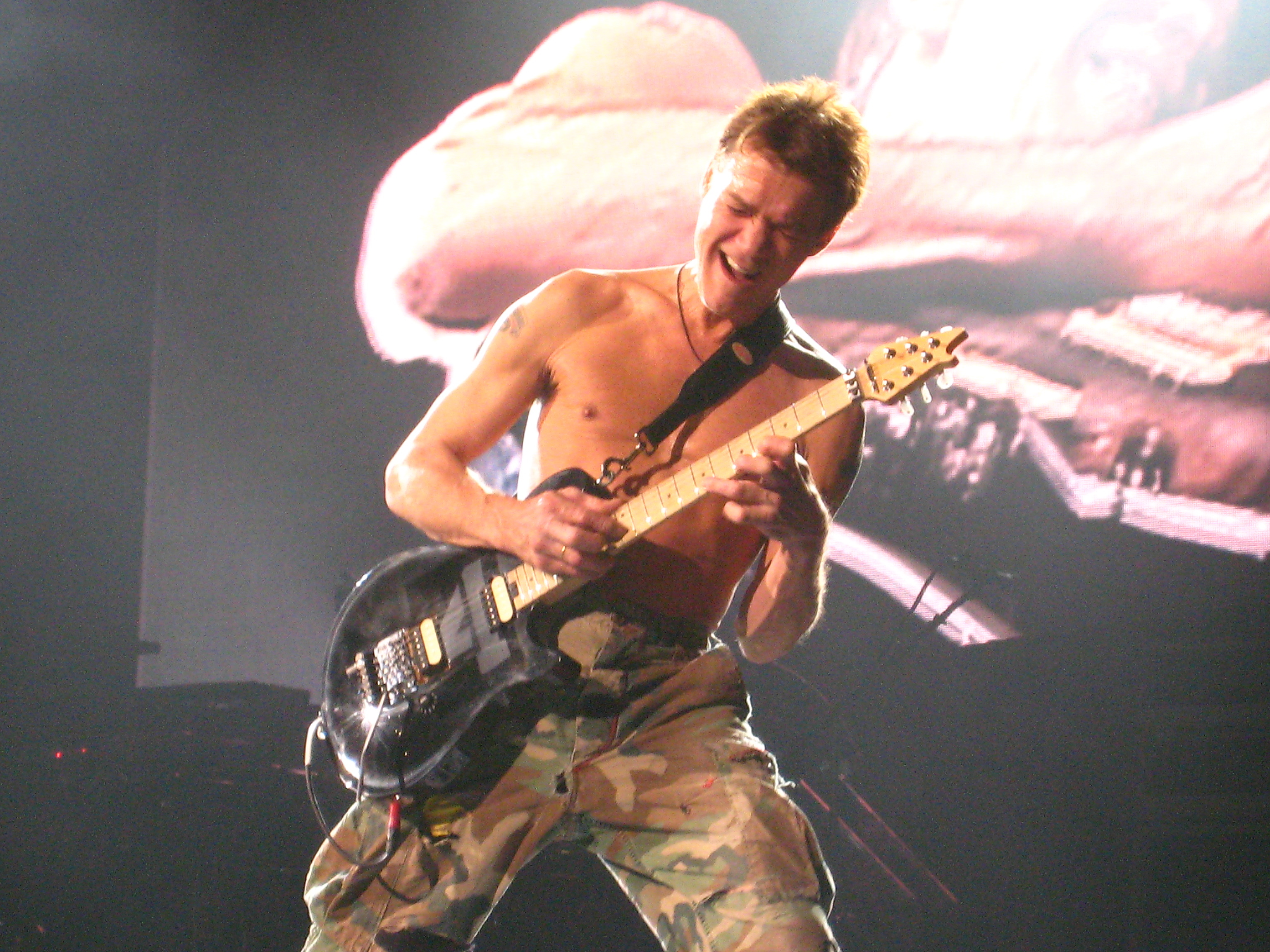
Guitarrista Eddie Van Halen
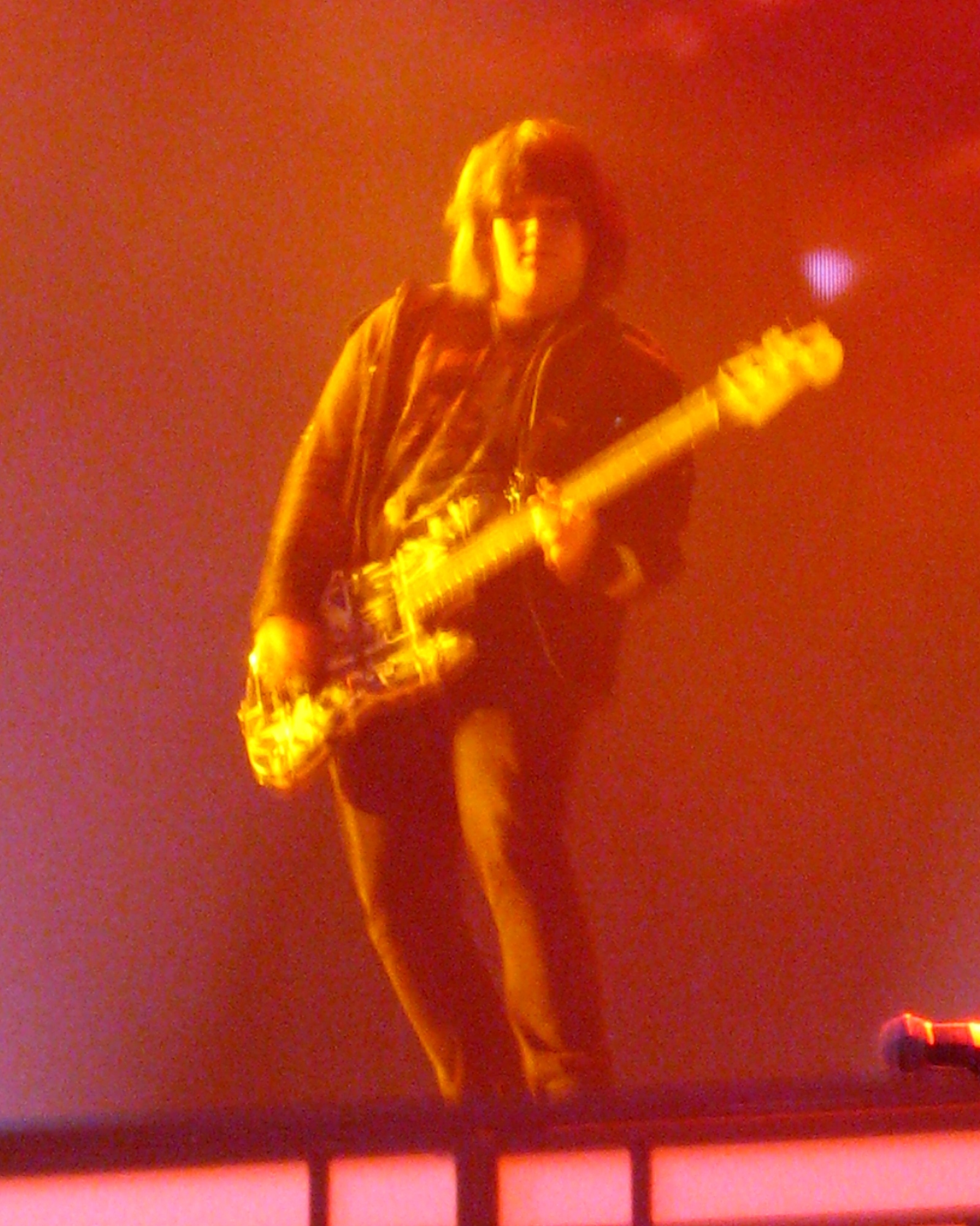
Baixista Wolfgang Van Halen
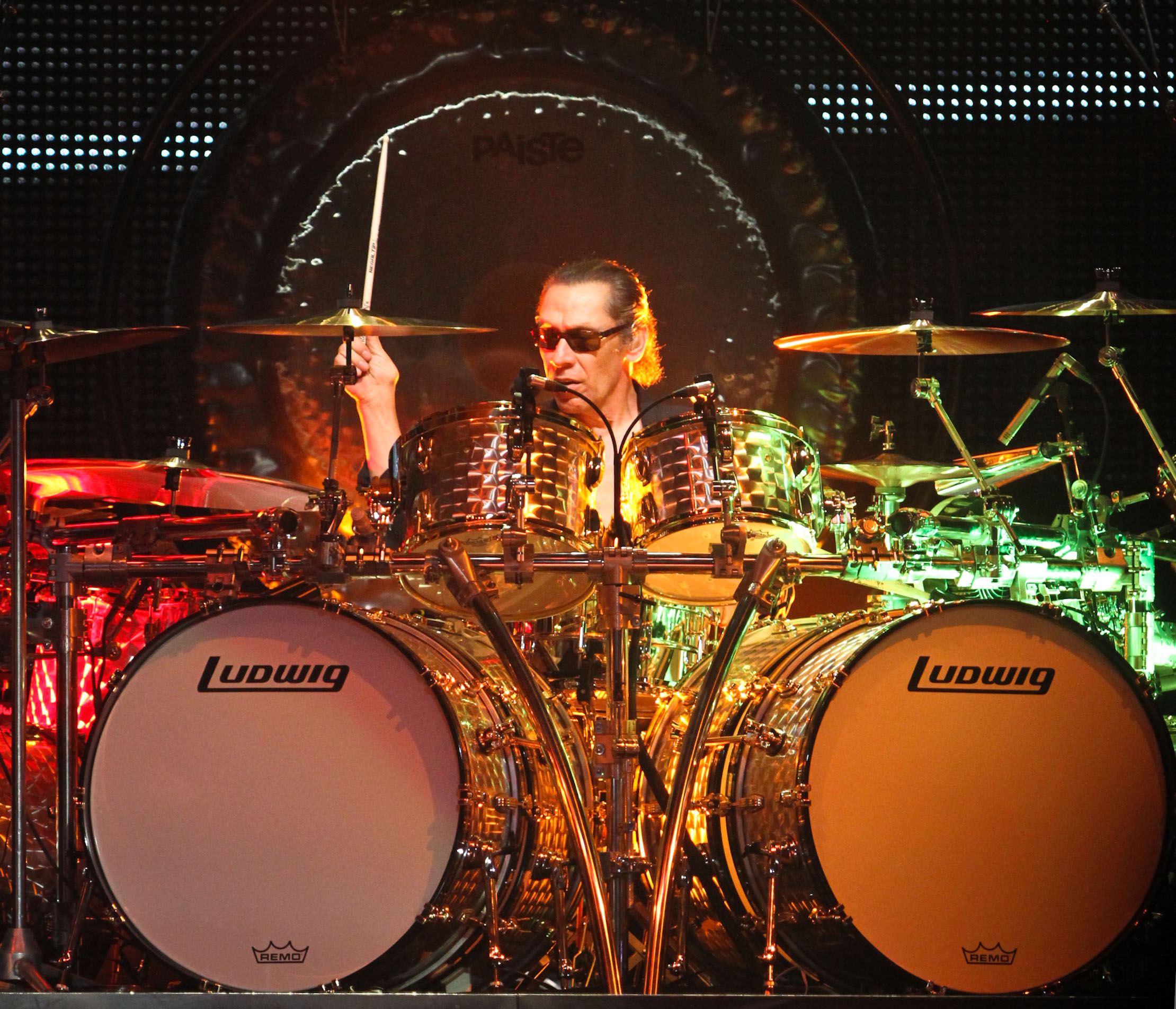
Baterista Alex Van Halen

Atual formação do Van Halen. 

## Ex-integrantes

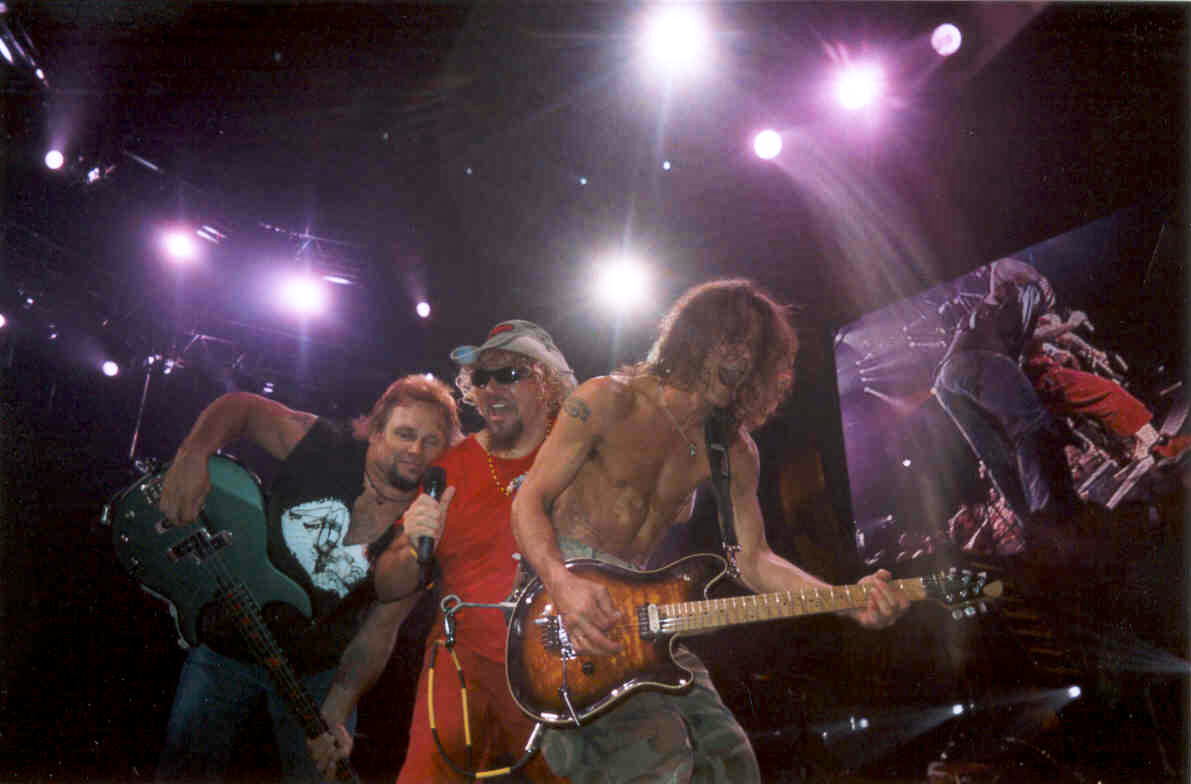
Hagar e Anthony ao lado de Eddie

## Ex-integrantes[1]
Michael Anthony
Período: 1974–2005
Instrumentos principais: baixo, backing vocals
Instrumentos Ocasionais: Guitarra Base
Contribuições: Todos álbuns do Van Halen de Van Halen (1978) a Van Halen III (1998)
Sammy Hagar
Período: julho de  1985–janeiro de 1996, julho de 2003–abril de 2005
Instrumentos principais: vocais principais, guitarra base
Instrumentos Ocasionais: Baixo, Pedal Steel
Contribuições: 5150 (1986) a Balance (1995)
Gary Cherone
Período: 1996–1999
Instrumentos principais: vocais principais
Contribuições: Van Halen III (1998)